# Sint-Rochuskapel (Jupille)

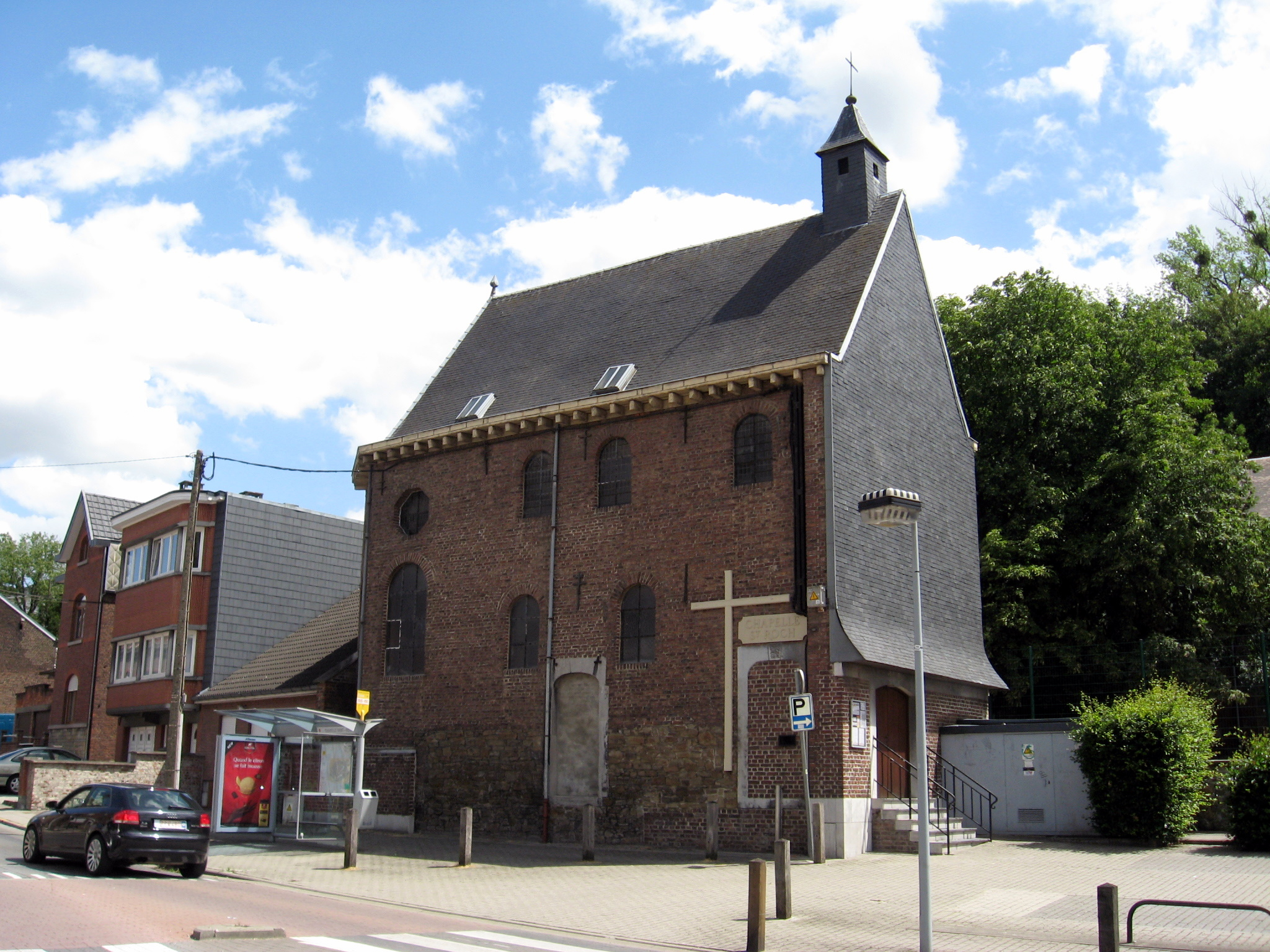
Sint-Rochuskapel

De Sint-Rochuskapel (Chapelle Saint-Roch, ook: Église Saint-Roch) is een kerk in de tot de gemeente Luik behorende stad Jupille-sur-Meuse, gelegen aan de Rue du Couvent.
In 1677 werd deze kapel gesticht door de Sepulchrijnen, in de 20e eeuw werd ze sterk gewijzigd en in 1968 werd ze verheven tot parochiekerk.
Het is een bakstenen gebouw op een plint van zandsteenblokken. De westgevel is vrijwel geheel met leien bedekt, evenals het zadeldak en het dakruitertje dat zich daarop bevindt. Het gebouw heeft een driezijdig afgesloten koor.